# احمدور
احمدور (ارمنی: Ահմեդավար، ترکی آذربایجانی: Əhmədavar) یک منطقهٔ مسکونی در جمهوری آرتساخ است که در استان آسکران واقع شده‌است.